# سیارک ۳۷۰۴
سیارک ۳۷۰۴ (به انگلیسی: 3704 Gaoshiqi، نامگذاری:1981YX1) سه هزار و هفتصد و چهارمین سیارک کشف شده‌است که در ۲۰ دسامبر ۱۹۸۱ کشف شد.
قدر مطلق سیارک برابر ۱۲٫۵۰ است.